# Свято-Троїцька обитель милосердя (Росія)
Свято-Троїцька обитель милосердя або Саракаташська обитель заснована в 1990 році в селищі Саракташ Оренбурзької області, на місці Покровської парафії, що відродилася у 1989 році. Тоді при церкві відкрилися недільна школа, будинок милосердя для самотніх хворих похилого віку, в сім'ю священика Миколи Стремського на виховання були прийняті діти з дитячих будинків.
Обитель відвідував президент РФ Володимир Путін.
У 2008 році при обителі діють будинок милосердя, православна гімназія, духовне училище, недільна школа; утворені сестринство, громада ченців, є швейна майстерня, пекарня, невелике підсобне господарство; у священика Миколи Стремського ростуть і виховуються 70 дітей.
У вересні 2020 року слідство РФ встановило, що Стремський з 1999 по 2019 роки причений до зґвалтування дітей й розпусних діях та притяганню дітей до алкоголю. Від його дій постраждали 11 дітей. У той же час, за даними ЗМІ "Відкриті медіа" колишні вихованці обителі не вірять в звинувачення і готові давати покази в суді.  